# 石帆街道
石帆街道是中华人民共和国浙江省温州市乐清市下辖的一个街道办事处。

## 行政区划
石帆街道下辖以下村级行政区划单位：
西湖社区、东朴湖村、朴湖一村、朴湖二村、朴湖三村、西洙村、上河头村、前林村、大林后村、潘垟村、竹屿村、河沿村、汇头村、河淇村、上官塘村、下官塘村、青屿村、后屿村、山前村、下雪村、陈岙村、绅坊村、大界村、郭路村、上贾岙村、下贾岙村、左原岭头村、外岙村、万东坑村和岩宕村。